# 칼디스페라 드라코니스
칼디스페라 드라코니스는 칼디스페라속에 속하는 종이다.